# Lambres-lez-Douai
Lambres-lez-Douai est une commune française, située dans le département du Nord en région Hauts-de-France.

## Géographie

### Communes limitrophes
| Cuincy    |                        | Douai        |
|           | Lambres-lez-Douai      | Sin-le-Noble |
| Brebières | Courchelettes Corbehem | Férin        |

### Géologie, relief et hydrographie
Lambres-lez-Douai est traversée par la Scarpe.

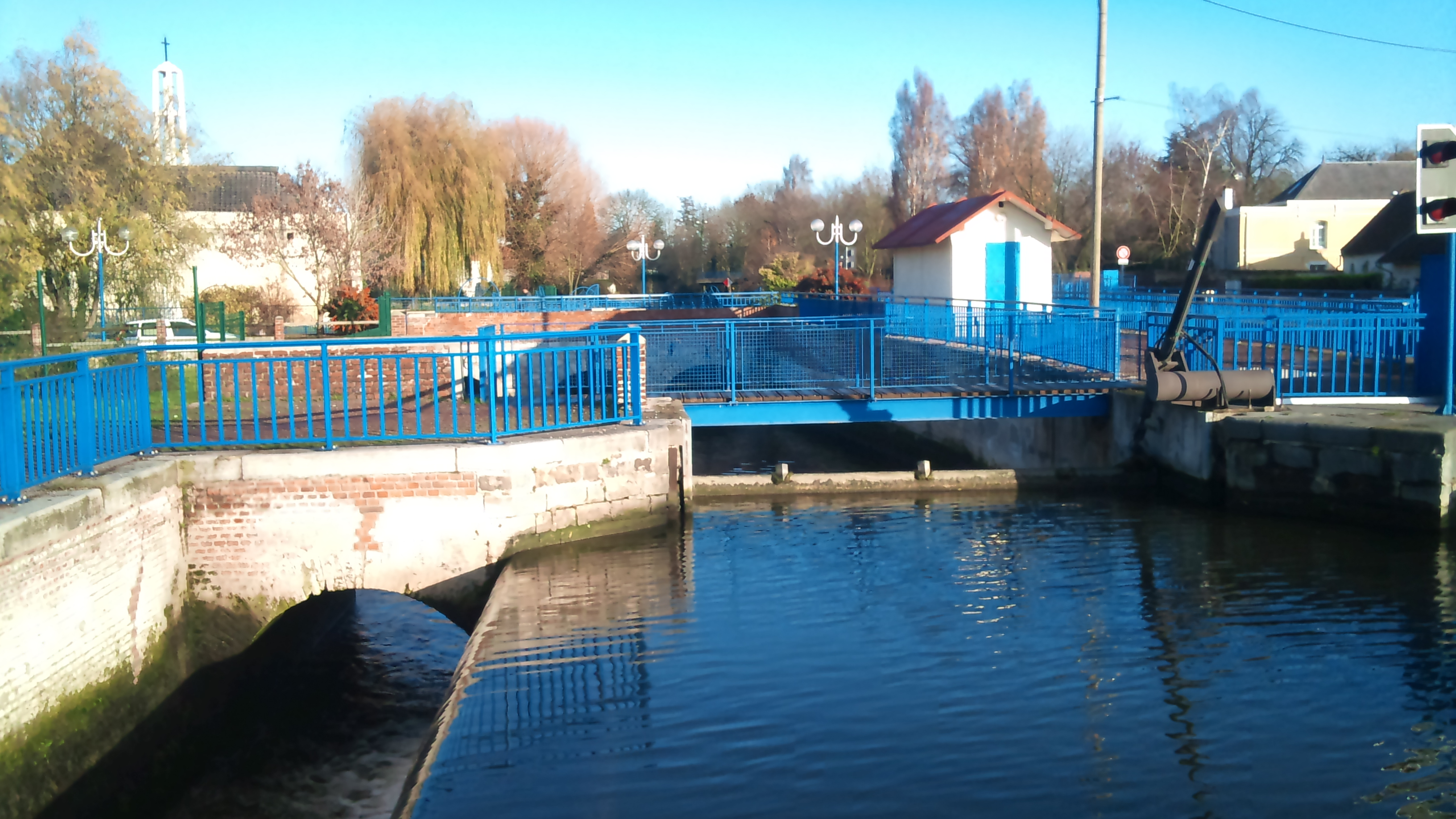
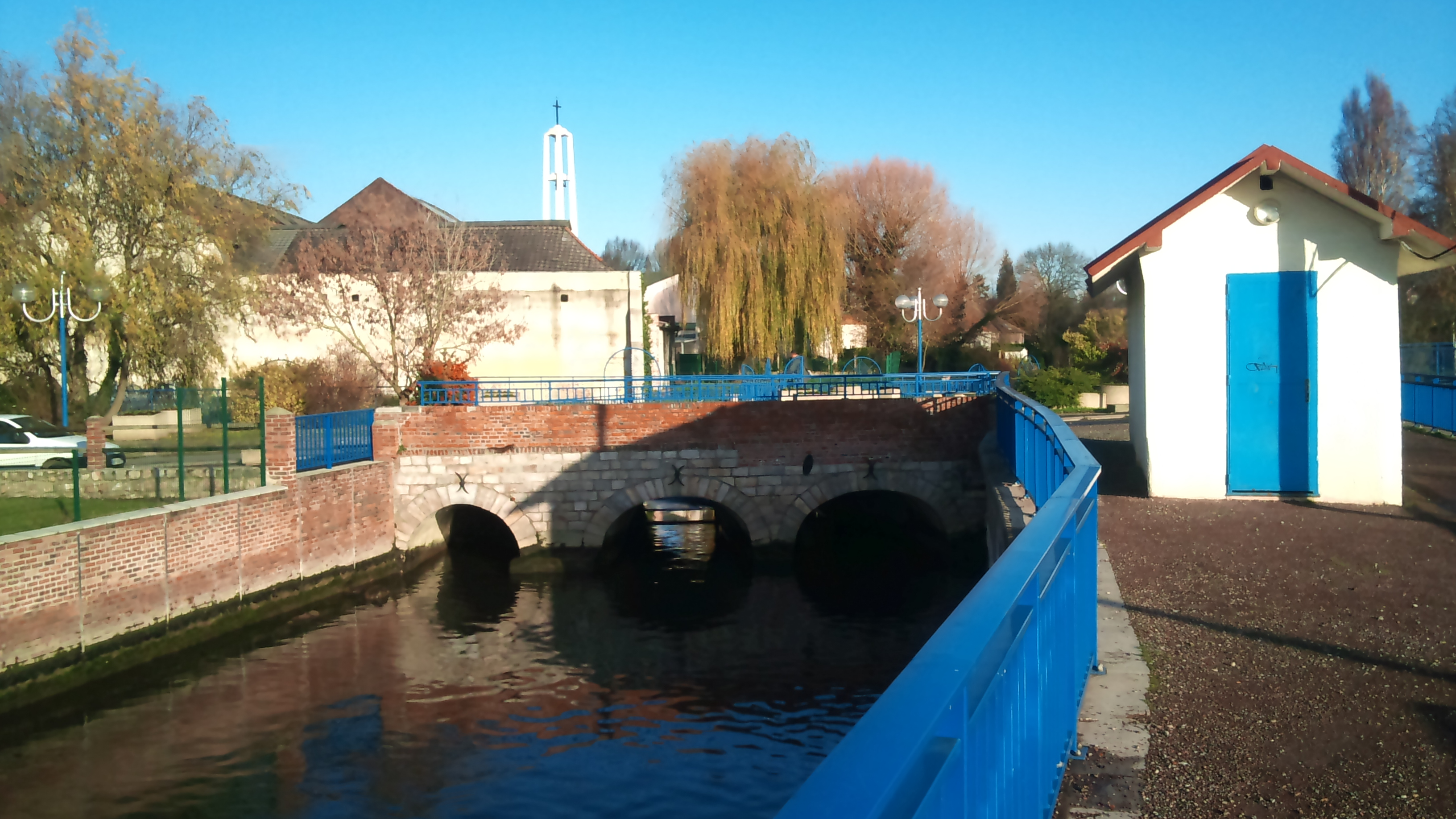

### Morphologie urbaine
Un béguinage a été ouvert en 1997,.

### Hydrographie

#### Réseau hydrographique
La commune est située dans le bassin Artois-Picardie. Elle est drainée par la Scarpe canalisée, la Petite Sensée, le Courant de l'Enfant Jesus, le Lambres-lez-Douai et divers autres petits cours d'eau,.
La Scarpe canalisée et une section canalisée de la Scarpe, d'une longueur de 67 km, prend sa source dans la commune de Arras et se jette  dans l'Escaut canalisée à Mortagne-du-Nord, après avoir traversé 34 communes.

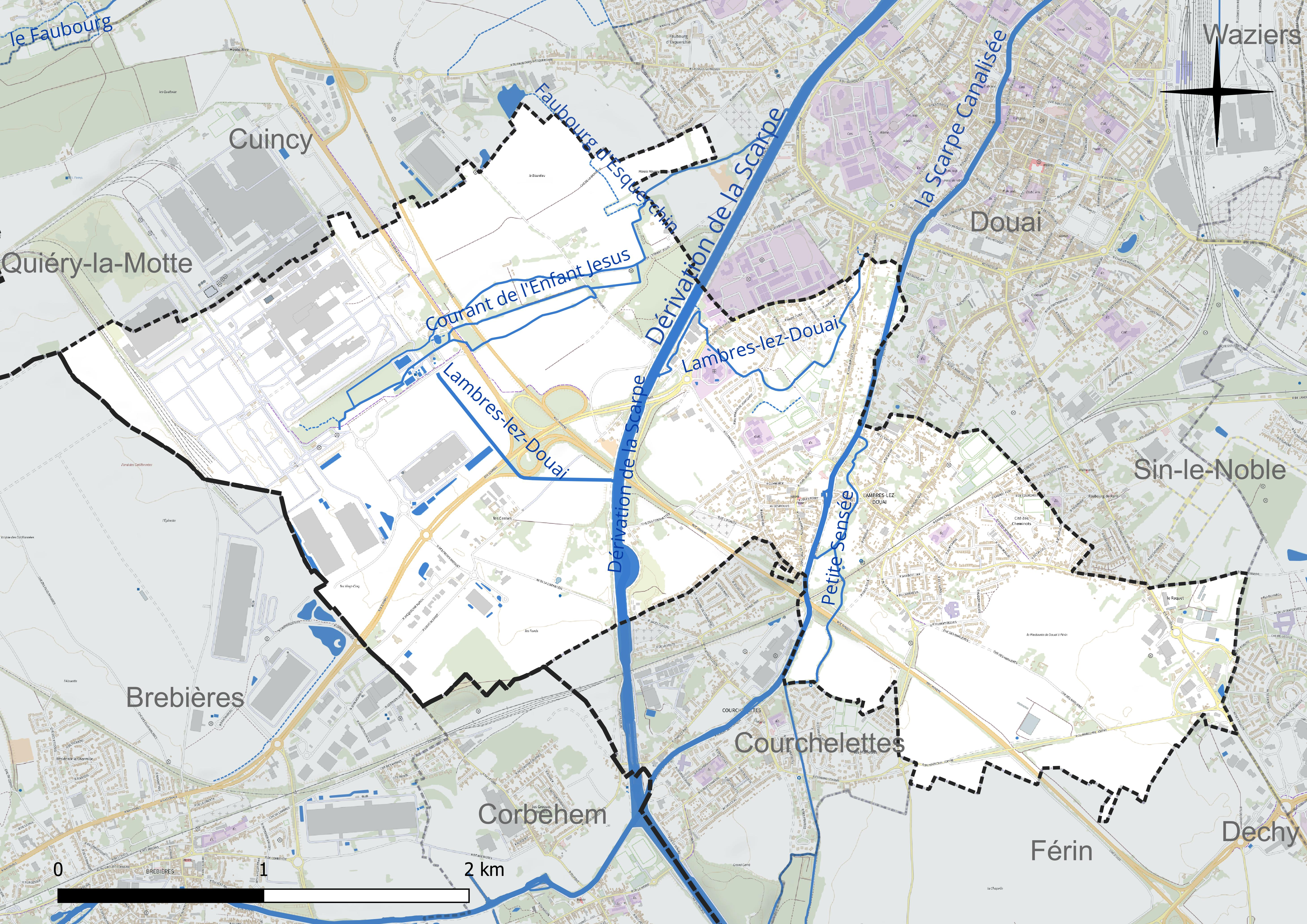
Réseau hydrographique de Lambres-lez-Douai.

#### Gestion et qualité des eaux
Le territoire communal est couvert par le schéma d'aménagement et de gestion des eaux (SAGE) « Scarpe amont ». Ce document de planification concerne un territoire de 553 km2 de superficie, délimité par le bassin versant de la Scarpe amont et se composant de trois vallées : celle de la Scarpe, du Gy et du Crinchon. Le périmètre a été arrêté le 15 juillet 2010 et le SAGE proprement dit a été approuvé le 19 décembre 2023. La structure porteuse de l'élaboration et de la mise en œuvre est la communauté urbaine d'Arras.
La qualité des cours d'eau peut être consultée sur un site dédié géré par les agences de l'eau et l'Agence française pour la biodiversité.

### Climat
Pour des articles plus généraux, voir Climat des Hauts-de-France et Climat du Nord.
En 2010, le climat de la commune est de type climat océanique dégradé des plaines du Centre et du Nord, selon une étude du CNRS s'appuyant sur une série de données couvrant la période 1971-2000. En 2020, Météo-France publie une typologie des climats de la France métropolitaine dans laquelle la commune est exposée à un climat océanique et est dans la région climatique Nord-est du bassin Parisien, caractérisée par un ensoleillement médiocre, une pluviométrie moyenne régulièrement répartie au cours de l'année et un hiver froid (3 °C).
Pour la période 1971-2000, la température annuelle moyenne est de 10,6 °C, avec une amplitude thermique annuelle de 14,5 °C. Le cumul annuel moyen de précipitations est de 703 mm, avec 12 jours de précipitations en janvier et 9,2 jours en juillet. Pour la période 1991-2020, la température moyenne annuelle observée sur la station météorologique la plus proche, située sur la commune de Douai à 2 km à vol d'oiseau, est de 11,0 °C et le cumul annuel moyen de précipitations est de 729,2 mm,. Pour l'avenir, les paramètres climatiques de la commune estimés pour 2050 selon différents scénarios d'émission de gaz à effet de serre sont consultables sur un site dédié publié par Météo-France en novembre 2022.
| Mois                                  | jan.             | fév.             | mars          | avril         | mai             | juin         | jui.           | août           | sep.          | oct.          | nov.            | déc.             | année      |
| ------------------------------------- | ---------------- | ---------------- | ------------- | ------------- | --------------- | ------------ | -------------- | -------------- | ------------- | ------------- | --------------- | ---------------- | ---------- |
| Température minimale moyenne (°C)     | 1,5              | 1,5              | 3,3           | 5,1           | 8,5             | 11,4         | 13,2           | 13             | 10,4          | 7,8           | 4,5             | 2,1              | 6,9        |
| Température moyenne (°C)              | 4                | 4,5              | 7,2           | 10,1          | 13,5            | 16,5         | 18,6           | 18,4           | 15,3          | 11,5          | 7,3             | 4,5              | 11         |
| Température maximale moyenne (°C)     | 6,4              | 7,4              | 11,2          | 15,1          | 18,5            | 21,6         | 23,9           | 23,9           | 20,1          | 15,2          | 10,1            | 6,9              | 15         |
| Record de froid (°C) date du record   | −20,5 08.01.1985 | −12,5 07.02.1991 | −11 13.03.13  | −4,5 11.04.03 | −1,5 05.05.1996 | 1 02.06.1962 | 4,1 17.07.1971 | 0,8 17.08.1966 | 0 19.09.1977  | −6 30.10.1997 | −9,5 23.11.1998 | −12,5 29.12.1996 | −20,5 1985 |
| Record de chaleur (°C) date du record | 15 01.01.22      | 19,5 24.02.21    | 24,8 31.03.21 | 28 20.04.1968 | 31,3 27.05.05   | 36 27.06.11  | 40,8 25.07.19  | 36,6 08.08.20  | 35,5 15.09.20 | 29 01.10.11   | 20,5 07.11.15   | 16,2 31.12.22    | 40,8 2019  |
| Précipitations (mm)                   | 57,8             | 51,4             | 52,5          | 41,9          | 56,6            | 63,3         | 68,1           | 68,1           | 60,9          | 64,4          | 71              | 73,2             | 729,2      |

## Urbanisme

### Typologie
Au 1er janvier 2024, Lambres-lez-Douai est catégorisée grand centre urbain, selon la nouvelle grille communale de densité à sept niveaux définie par l'Insee en 2022.
Elle appartient à l'unité urbaine de Douai-Lens, une agglomération inter-départementale regroupant 67  communes, dont elle est une commune de la banlieue,,. Par ailleurs la commune fait partie de l'aire d'attraction de Douai, dont elle est une commune du pôle principal,. Cette aire, qui regroupe 61 communes, est catégorisée dans les aires de 50 000 à moins de 200 000 habitants,.

### Occupation des sols
L'occupation des sols de la commune, telle qu'elle ressort de la base de données européenne d'occupation biophysique des sols Corine Land Cover (CLC), est marquée par l'importance des territoires agricoles (55,6 % en 2018), en diminution par rapport à 1990 (61,6 %). La répartition détaillée en 2018 est la suivante : 
terres arables (39,3 %), zones urbanisées (24,4 %), zones industrielles ou commerciales et réseaux de communication (20 %), prairies (12,1 %), zones agricoles hétérogènes (4,2 %). L'évolution de l'occupation des sols de la commune et de ses infrastructures peut être observée sur les différentes représentations cartographiques du territoire : la carte de Cassini (XVIIIe siècle), la carte d'état-major (1820-1866) et les cartes ou photos aériennes de l'IGN pour la période actuelle (1950 à aujourd'hui).

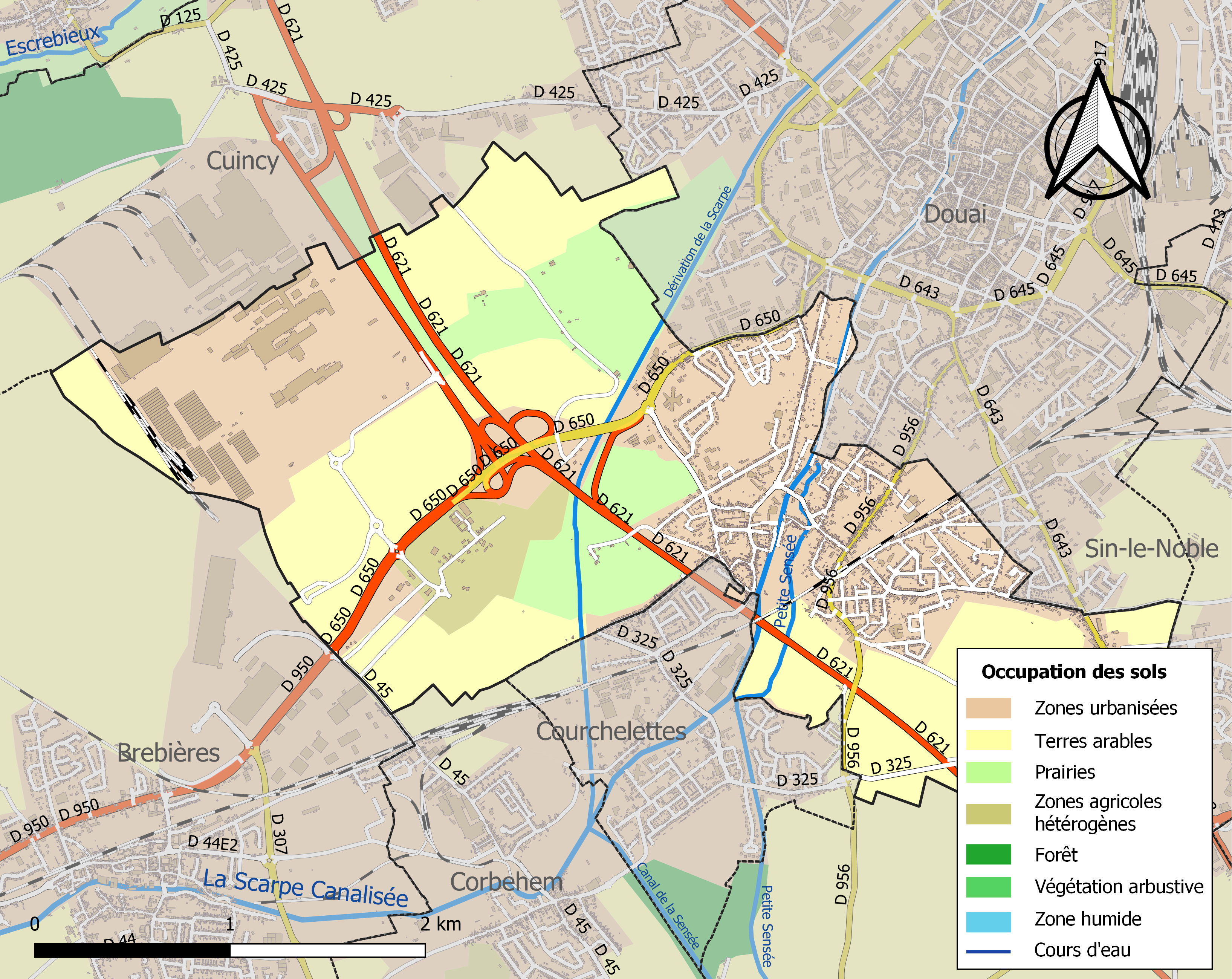
Carte des infrastructures et de l'occupation des sols de la commune en 2018 (CLC).

### Voies de communication et transports
La commune est desservie par les lignes 14, 15, 17 et 113 du réseau urbain Évéole et par la ligne 821 du réseau interurbain Arc-en-Ciel 3.

## Toponymie
Le nom de Lambres est construit sur le même modèle que celui de Samarobriva (Amiens) : le pont sur Samara. Lambres, c'est Lugus briva, le pont de Lugus. 
Les ponts furent des constructions importantes, ils étaient toujours gardés, ils portaient le nom d'une divinité. Lugus était le dieu suprême des Celtes.
À l'origine, Lambres-lez-Douai s'appelait Lambrae Vicius.

## Histoire
Initialement, la ville était trois fois plus grande que Douai ; à cette époque, un petit hameau. Grégoire de Tours dit que Chilpéric Ier y a enterré son frère Sigebert Ier dans ses vêtements royaux en 576. Il dit ensuite que le corps de Sigebert Ier a ensuite été amené à l'abbaye Saint-Médard de Soissons pour y être enseveli auprès de son père.
Charles II le Chauve posséda à Lambres un manoir avec un moulin qu'il donne par diplôme du 11 juillet 878 à l'abbaye de Marchiennes.
En 1933, la commune de Lambres devient Lambres-lez-Douai.
L'usine Georges-Besse du groupe automobile Renault est implantée en partie sur le territoire de la commune.

## Politique et administration

### Tendances politiques et résultats
Lors du premier tour des élections municipales le 15 mars 2020, vingt-neuf sièges sont à pourvoir ; on dénombre 3 677 inscrits, dont 1 003 votants (27,28 %), 31 votes blancs (3,09 %) et 879 suffrages exprimés (87,64 %). La liste étiquetée divers droite Avec vous, Lambres demain menée par Bernard Goulois recueille l'intégralité des suffrages exprimés, étant la seule à se présenter,.

### Liste des maires

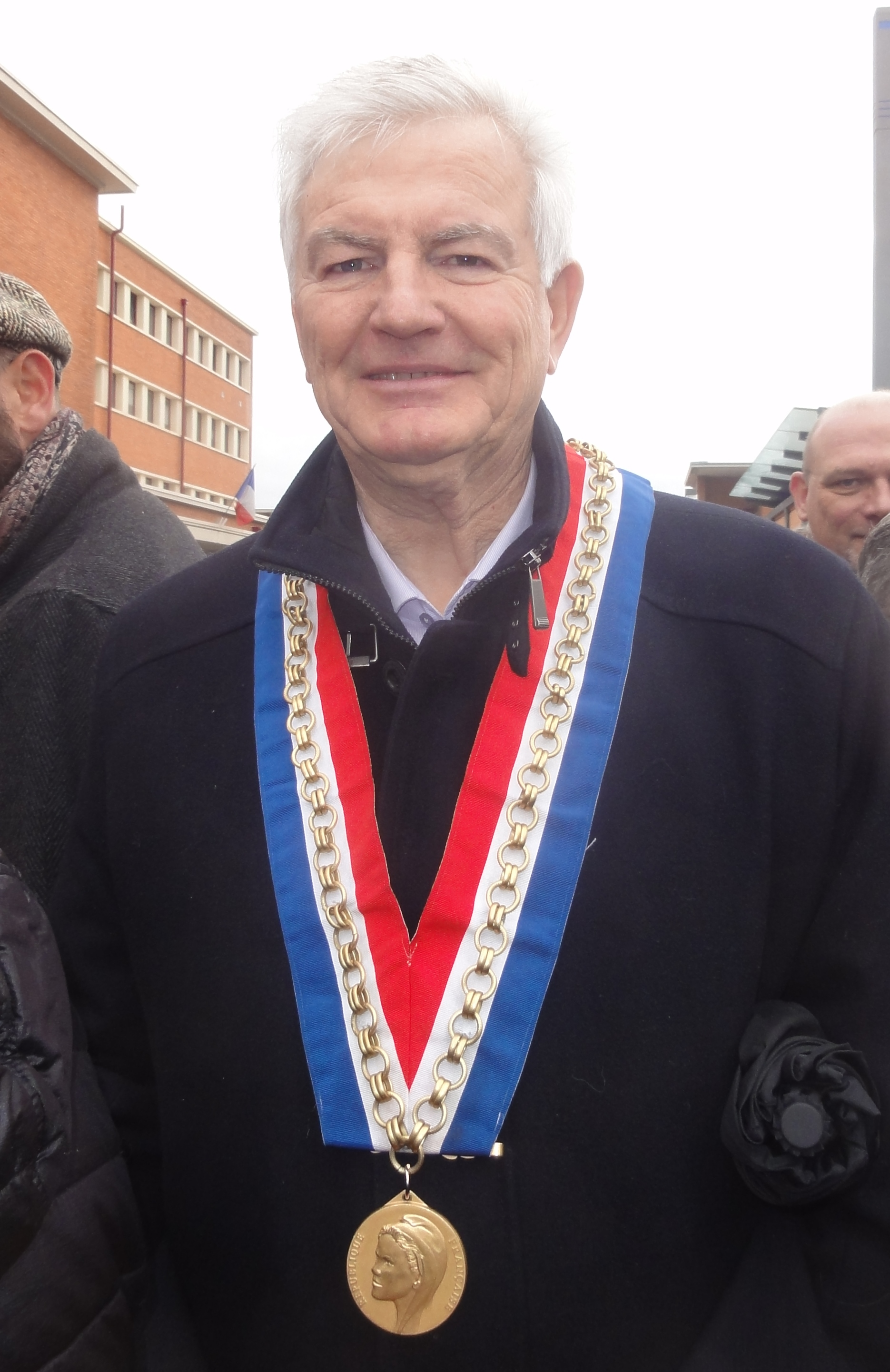
Martial Vandewoestyne lors de la manifestation contre la suppression des dessertes TGV en gare de Douai du 2 mars 2019.

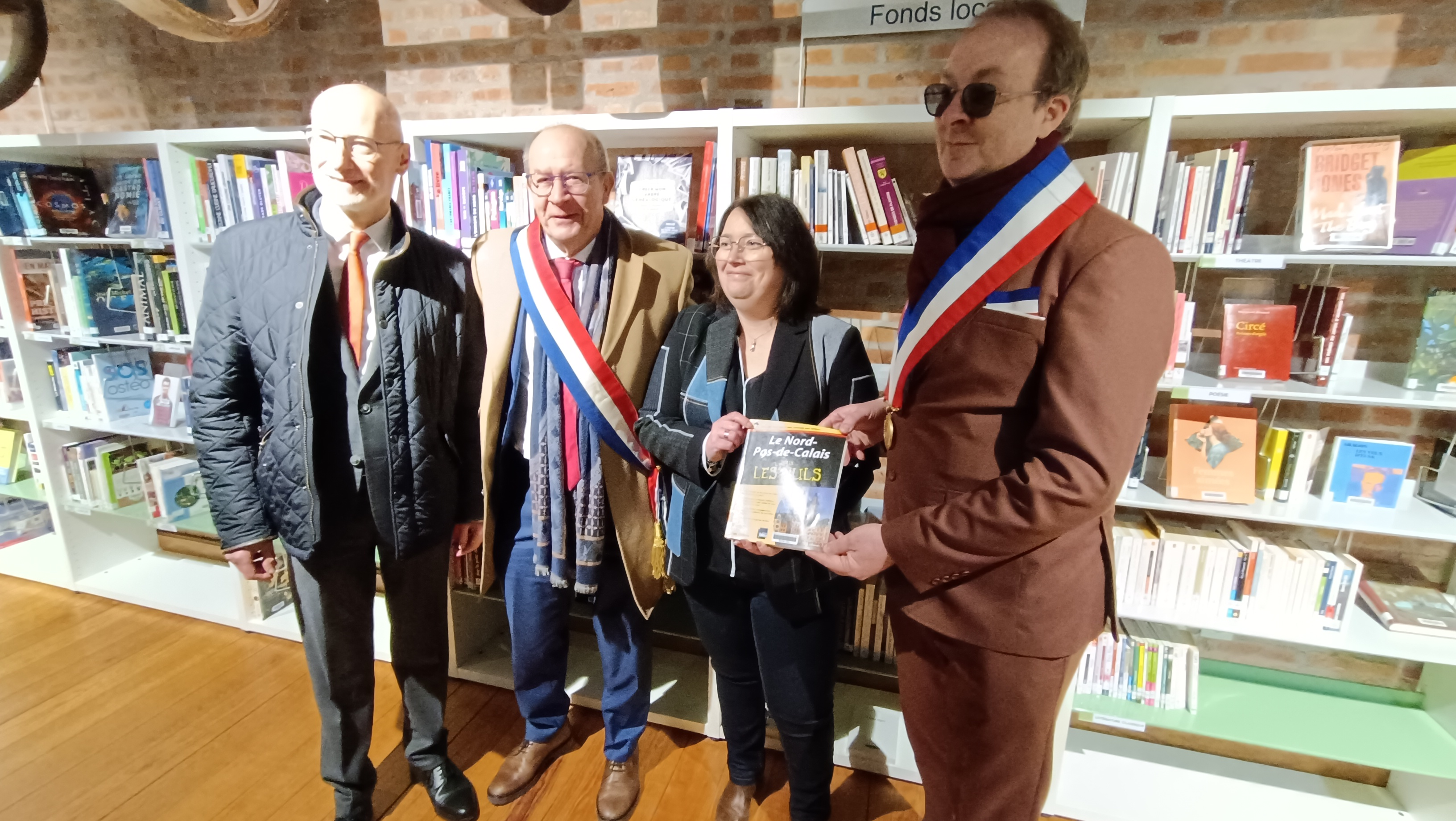
Caroline Sanchez, maire de Lambres-Lez Douai, entourée de Bruno Vandeville, maire d'Arleux, du Sénateur Dany Wattebled et du sous -préfet de Douai Pierre Azzopardi lors de l'inauguration du centre culturel Patrick Masclet à Arleux le 1er mars 2025

Maire de 1802 à 1807 : Bart. Lecq,.
À la suite de la démission de plus d'un tiers des membres du conseil municipal, dont six adjoints, une élection municipale partielle est organisée le 18 juin 2023 et voit s'affronter le maire sortant, Bernard Goulois, et son ancienne adjointe démissionnaire, Caroline Sanchez. Cette dernière remporte le scrutin avec 66,61 % des suffrages et obtient 24 sièges sur 29. Elle est officiellement élue maire le 23 juin 2023.

## Population et société

### Démographie

#### Évolution démographique
L'évolution du nombre d'habitants est connue à travers les recensements de la population effectués dans la commune depuis 1793. Pour les communes de moins de 10 000 habitants, une enquête de recensement portant sur toute la population est réalisée tous les cinq ans, les populations de référence des années intermédiaires étant quant à elles estimées par interpolation ou extrapolation. Pour la commune, le premier recensement exhaustif entrant dans le cadre du nouveau dispositif a été réalisé en 2005.

En 2022, la commune comptait 4 902 habitants, en évolution de −4,85 % par rapport à 2016 (Nord : +0,51 %, France hors Mayotte : +2,11 %).
| 1793 | 1800 | 1806 | 1821 | 1831 | 1836 | 1841 | 1846 | 1851 |
| ---- | ---- | ---- | ---- | ---- | ---- | ---- | ---- | ---- |
| 595  | 620  | 626  | 678  | 800  | 782  | 739  | 718  | 811  |

| 1856 | 1861 | 1866 | 1872 | 1876  | 1881  | 1886  | 1891  | 1896  |
| ---- | ---- | ---- | ---- | ----- | ----- | ----- | ----- | ----- |
| 875  | 899  | 910  | 951  | 1 082 | 1 146 | 1 385 | 1 499 | 1 634 |

| 1901  | 1906  | 1911  | 1921  | 1926  | 1931  | 1936  | 1946  | 1954  |
| ----- | ----- | ----- | ----- | ----- | ----- | ----- | ----- | ----- |
| 1 721 | 1 638 | 1 611 | 1 588 | 2 208 | 2 369 | 2 623 | 2 904 | 4 010 |

| 1962  | 1968  | 1975  | 1982  | 1990  | 1999  | 2005  | 2006  | 2010  |
| ----- | ----- | ----- | ----- | ----- | ----- | ----- | ----- | ----- |
| 4 461 | 5 159 | 5 509 | 5 087 | 5 043 | 4 911 | 5 039 | 5 175 | 5 092 |

| 2015  | 2020  | 2022  | - | - | - | - | - | - |
| ----- | ----- | ----- | - | - | - | - | - | - |
| 5 112 | 4 953 | 4 902 | - | - | - | - | - | - |

#### Pyramide des âges
En 2018, le taux de personnes d'un âge inférieur à 30 ans s'élève à 32,0 %, soit en dessous de la moyenne départementale (39,5 %). À l'inverse, le taux de personnes d'âge supérieur à 60 ans est de 31,1 % la même année, alors qu'il est de 22,5 % au niveau départemental.
En 2018, la commune comptait 2 372 hommes pour 2 699 femmes, soit un taux de 53,22 % de femmes, légèrement supérieur au taux départemental (51,77 %).
Les pyramides des âges de la commune et du département s'établissent comme suit.
| Hommes | Classe d’âge | Femmes |
| ------ | ------------ | ------ |
| 1,0    | 90 ou +      | 2,3    |
| 8,1    | 75-89 ans    | 11,4   |
| 19,2   | 60-74 ans    | 19,9   |
| 20,2   | 45-59 ans    | 20,2   |
| 17,6   | 30-44 ans    | 15,8   |
| 15,2   | 15-29 ans    | 13,6   |
| 18,7   | 0-14 ans     | 16,8   |

| Hommes | Classe d’âge | Femmes |
| ------ | ------------ | ------ |
| 0,5    | 90 ou +      | 1,4    |
| 5,3    | 75-89 ans    | 8,1    |
| 14,8   | 60-74 ans    | 16,2   |
| 19,1   | 45-59 ans    | 18,4   |
| 19,5   | 30-44 ans    | 18,7   |
| 20,7   | 15-29 ans    | 19,1   |
| 20,2   | 0-14 ans     | 18     |

## Culture locale et patrimoine

### Lieux et monuments
- le collège André-Malraux.
- le monument aux morts.
- l'église Saint-Sarre, reconstruite vers 1960.

### Personnalités liées à la commune
- Saint Sarius prêtre et confesseur naquit à Lambres au VIIe siècle. Il est fêté le 23 novembre[36],[37].
- Sigebert Ier roi d'Austrasie fut assassiné en 575 et a été enterré à Lambres.
- Alfred Trannin (1842-1894), député du Nord, demeura, et décéda en cette commune le 29 octobre 1894.
- Albert-Eugène-Édouard Decarpentry (1878-1956), général, cavalier réputé, auteur d'ouvrages d'équitation.
- Robert Bouquillon (1923-2013), artiste peintre, demeura dans la rue qui depuis 2012 porte son nom.
- Flavien Coton (2008-), pongiste, champion du monde junior et multiple champion de France jeune, est né à Lambres-lez-Douai.

### Héraldique
|  | Les armes de Lambres-lez-Douai se blasonnent ainsi : "D'argent à trois pots à deux anses de sable, au franc quartier brochant de gueules semé de billettes d'argent au lion brochant du même." |

### Folklore

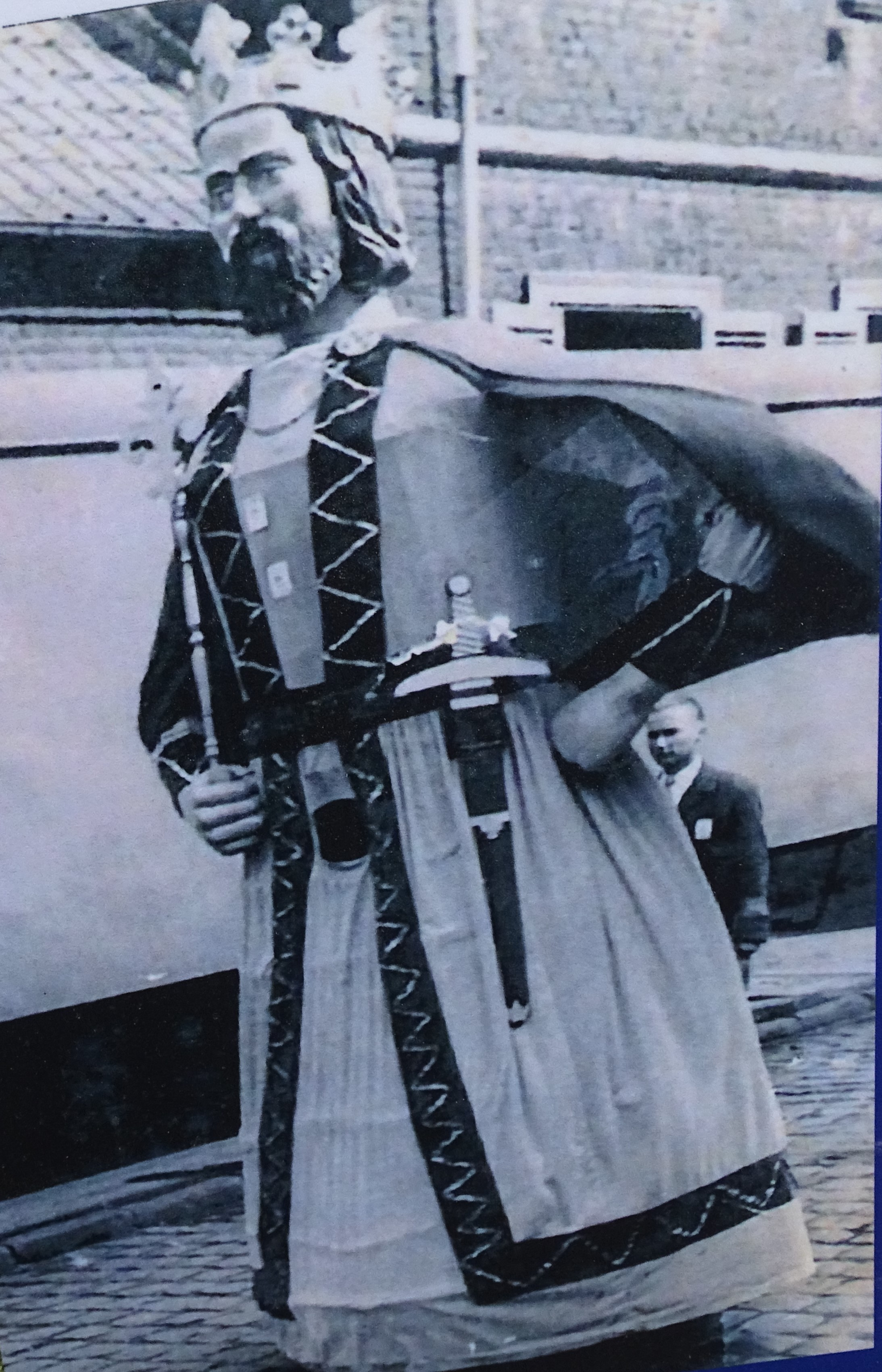
Le 1er géant de la commune.

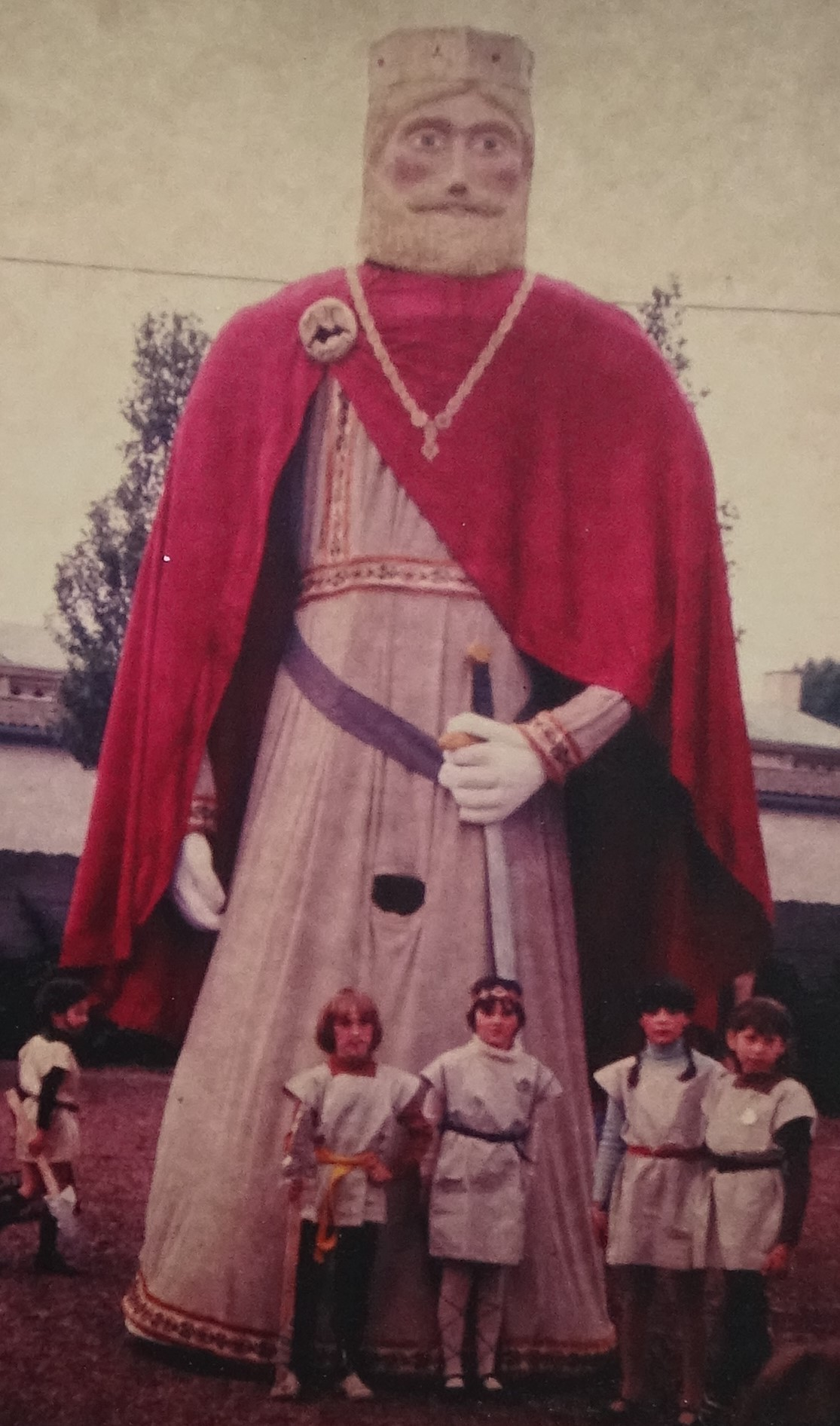
Le second géant.

Lambres-lez-Douai a pour géant Sigebert Ier.
Le 1er géant est apparu en 1956 soutenu par les propriétaires d'un café-épicerie. Il était porté par un homme et sortait pour les deux ducasses de la commune en mai et août. Quelques années après, il est laissé a l'abandon, on dit même qu'il aurait brulé.
En 1980, un second géant est construit par la MJC et le collège André-Malraux. Réalisé en bois, il a une hauteur de 4,20 m pour un poids de 150 kg et est porté par 4 hommes.
Son arrivée est accompagné par le début des Fêtes de Sigebert.
En 2003, Sigebert est transformé, toujours par la MJC. Un sculpteur de la commune réalise la nouvelle tête, les mains et la nouvelle ossature en partant de l'ancien fait d'aluminium et de bois. Son poids est réduit de 150 à 110 kg et il n'est plus porté que par deux personnes

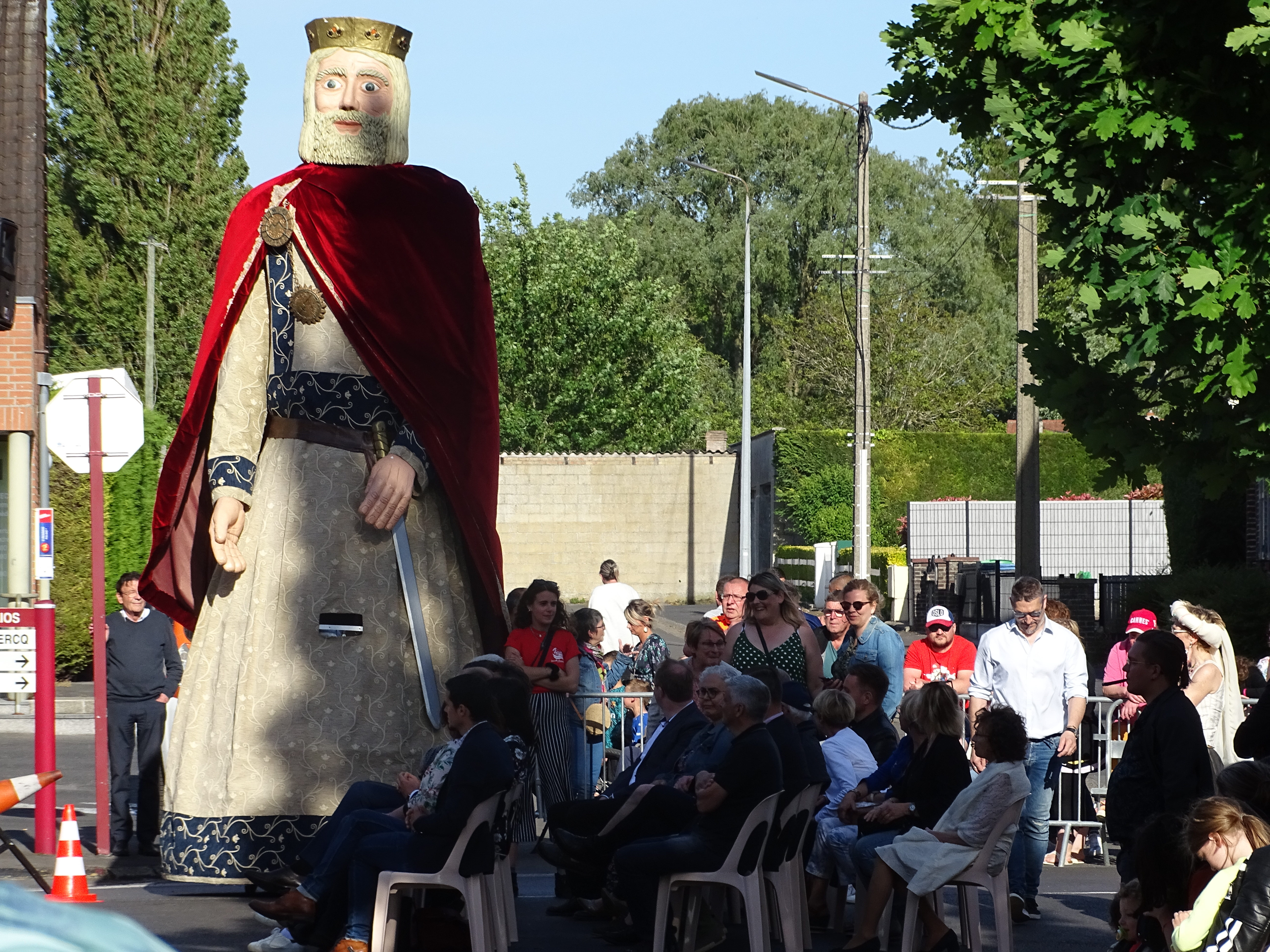
L'avant-dernier géant (communément appelé "l'Ancien").

En 2022, la création est confiée au constructeur cominois Pierre Loyer. Fait en osier, il s'allège encore pour passer à environ 100 kg. Il perd son épée et récupère son sceptre avec un pigeon sur le haut et le style de sa jupe. Un scramasaxe est ajouté en référence à celui qui a servi à deux esclaves de la 3e épouse son frère Chilpéric pour le tuer.
| . |